# Гейт, Аарон
Аарон Гейт (англ. Aaron Gate, род. 26 ноября 1990 года в Окленде, Новая Зеландия) — новозеландский трековый и шоссейный велогонщик, призёр Олимпийских игр 2012 года. с 2020 года выступает  в Континентальных турах UCI за команду «Bolton Equities Black Spoke».
Знаменосец сборной Новой Зеландии на церемонии открытия Олимпийских игр 2024 года.

## Карьера
На летних Олимпийских играх 2012 года в составе сборной Новой Зеландии, совместно с Сэмом Бьюли, Марком Райаном, Джесси Серджентом и Уэсли Гохом, выиграл бронзу командной гонки преследования на треке. 24 февраля 2013 года на Чемпионате мира 2013 года в Минске впервые завоевал личную награду высшей пробы в омниуме. Был в составе команды с Питером Буллингом, Риганом Гохом и Диланом Кеннетом, которая проиграла заезд за 3-е место команде Дании на летних Олимпийских играх 2016 года. Принял участие в Вуэльте Испании 2017.

## Основные достижения

### Трек
2012
 Олимпийские игры 2012 года в Лондоне — командное преследование
 Чемпионат мира — командное преследование
2013
 Чемпионат мира — омниум
2014
 Чемпионат мира — командное преследование
2017
 Чемпионат мира — омниум

### Шоссе
2012
5-й этап на Тур Веллингтона
2015
2-й и 5-й этапы на Ras Tailteann
2016
Тур Саутленда
1-й в генеральной классификации
5-й этап
6-й этап на Ras Tailteann
2018
1-й в горной классификации на Тур Австрии
2019
Нью Зеланд Сайкл Классик
1-й в генеральной классификации
1-й этап
2021
Тур Греции

### Гранд-туры
| Гонка           | 2017 |
| --------------- | ---- |
| Джиро д'Италия  | —    |
| Тур де Франс    | —    |
| Вуэльта Испании | 140  |

## Рейтинги
| Год                 | 2011  | 2012   | 2013  | 2014 | 2015  | 2016   | 2017   | 2018   | 2019  | 2020  | 2021  | 2022  | 2023  | 2024  |
| ------------------- | ----- | ------ | ----- | ---- | ----- | ------ | ------ | ------ | ----- | ----- | ----- | ----- | ----- | ----- |
| Мировой рейтинг UCI |       |        |       |      |       | 1594-й | 966-й  | 1016-й | 510-й | 430-й | 342-й | 193-й | 410-й | 117-й |
| Европейский тур UCI | 913-й | 1141-й | 990-й | -    | 283-й | 1074-й | 1049-й | 920-й  |       |       |       |       |       |       |
| Океанский тур UCI   | -     | 22-й   | -     | -    | -     | -      | 32-й   | 43-й   | 30-й  | 28-й  | 16-й  | 11-й  | 30-й  | 8-й   |
|                     |       |        |       |      |       |        |        |        |       |       |       |       |       |       |
| Источник: UCI       |       |        |       |      |       |        |        |        |       |       |       |       |       |       |